# جو جردن
جوزپ "جو" جردن (به انگلیسی: Joseph "Joe" Jordan) (زاده ۱۵ دسامبر ۱۹۵۱) بازیکن سابق فوتبال است. وی اهل اسکاتلند است.